# Saint-Vincent (Tarn e Garonna)
Saint-Vincent è un comune francese di 314 abitanti situato nel dipartimento del Tarn e Garonna nella regione dell'Occitania.

## Società

### Evoluzione demografica
Abitanti censiti